# Пасигхат

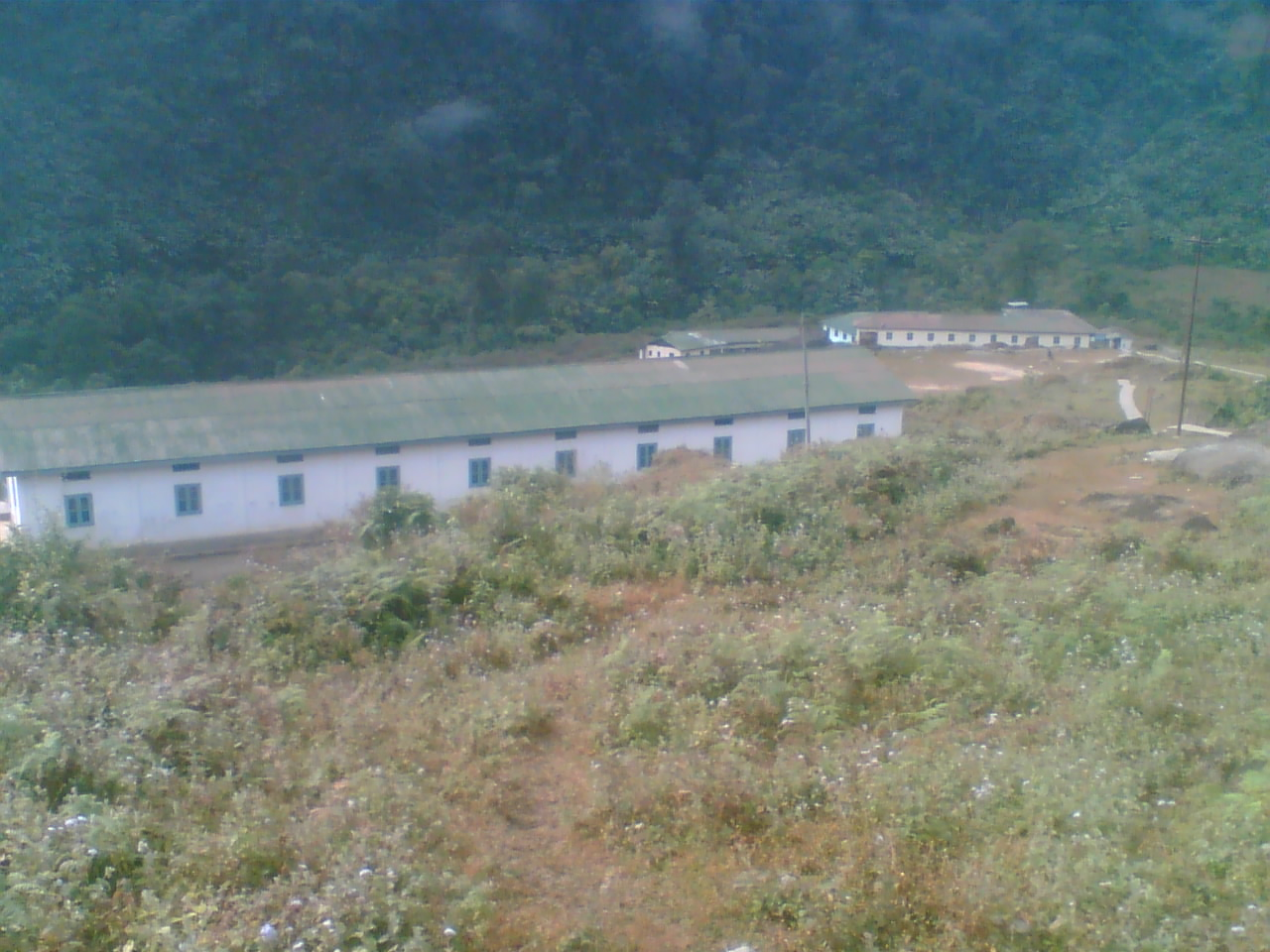
Школа Вивекананда Кендрия в Пасигхате

Пасигхат (англ. Pasighat, хинди पासीघाट) — город в индийском штате Аруначал-Прадеш. Административный центр округа Восточный Сианг.

## География
Средняя высота города над уровнем моря — 152 метра. Через город проходит национальное шоссе № 52 (NH 52), которое соединяет Пасигхат со штатом Ассам. Недалеко от города (около 13 км) расположен заповедник Дайинг-Эринг (англ. Daying Ering), который является одним из наиболее посещаемых в штате.

## Население
По данным переписи 2001 года население города составляет 21 972 человека (11 647 мужчин и 10 325 женщин). Доля детей в возрасте младше 6 лет составляет 15,18 % (3335 человек). Уровень грамотности — 63,93 %, что выше, чем средний по стране показатель 59,5 %. Уровень грамотности среди мужчин — 71 %, среди женщин — 56 %. Население представлено главным образом народом ади.

## Экономика
Экономика города основана на сельском хозяйстве, садоводстве и туризме. Основной с/х культурой региона является рис.